# Chính Lam
Chính Lam (giản thể: 正蓝旗; phồn thể: 正藍旗; bính âm: Zhènglán Qí) hay còn gọi là Shuluun Huh hay Xulun Hoh, là một kỳ của minh Xilin Gol (Tích Lâm Quách Lặc), khu tự trị Nội Mông Cổ, Trung Quốc. Nguyên Thượng Đô, kinh đô của nhà Nguyên trước khi dời về Đại Đô (Bắc Kinh ngày nay), nằm tại kỳ này. Kỳ Chính Lam có diện tích 10.206,29 km², dân số năm 2020 là 69.908 người.

## Phân chia hành chính
Kỳ Chính Lam quản lý 3 trấn và 4 tô mộc.

### Trấn
- Thượng Đô (上都镇)
- Tang Căn Đạt Lai (桑根达来镇)
- Cáp Tất Nhật Dát (哈毕日嘎镇)

### Tô mộc
- Bảo Thiệu Đại (宝绍代苏木)
- Na Nhật Đồ (那日图苏木)
- Tái Âm Hô Đô Dát (赛音呼都嘎苏木)
- Trát Cách Tư Đài (扎格斯台苏木)